# Omloop Mandel-Leie-Schelde Meulebeke
Omloop Mandel-Leie-Schelde Meulebeke oder Omloop Mandel-Leie-Schelde ist ein belgisches Eintagesrennen im Straßenradsport und wird seit 1945 in Meulebeke, Provinz Westflandern ausgetragen. Seit 2017 ist es Teil der UCI Europe Tour in Kategorie 1.1. und wird vom VZW Sportbond Meulebeke organisiert.

## Strecke
Bei der 74. Austragung des Rennens mussten die Fahrer den lokalen Rundkurs mit einer Länge von 12,8 Kilometer 15-mal absolvieren. Die Gesamtlänge des Rennens 2019 betrug 192 km.

## Palmarès
| Jahr | Erster                           | Zweiter                          | Dritter                          |
| ---- | -------------------------------- | -------------------------------- | -------------------------------- |
| 1945 | André Pieters                    | Albert Sercu                     | Jules Huvaere                    |
| 1946 | Albéric Schotte                  | Jan Landuyt                      | Jules Huvaere                    |
| 1947 | Michel Van Elsué                 | Arsène Rijckaert                 | Emmanuel Thoma                   |
| 1948 | Georges Desplenter               | Maurice Desimpelaere             | Albert Sercu                     |
| 1949 | Michel Remue                     | Georges Desplenter               | André Pieters                    |
| 1950 | Albert Decin                     | Robert Nolf                      | Ward Van Dijck                   |
| 1951 | Emmanuel Thoma                   | Raphaël Glorieux                 | André Pieters                    |
| 1952 | Karel De Baere                   | Albert Ramon                     | Lode Wouters                     |
| 1953 | André Declerck                   | Omer Braekevelt                  | Valère Ollivier                  |
| 1954 | Maurice Blomme                   | Albéric Schotte                  | Marcel De Mulder                 |
| 1955 | Wim van Est                      | Germain Derycke                  | Marcel De Mulder                 |
| 1956 | Germain Derycke                  | Lode Anthonis                    | Jozef De Feyter                  |
| 1957 | Noël Foré                        | Jozef Schils                     | Lucien Taillieu                  |
| 1958 | Jos Hoevenaers                   | Petrus Oellibrandt               | Frans Aerenhouts                 |
| 1959 | Frans Aerenhouts                 | Arthur De Cabooter               | Henri Van Den Bossche            |
| 1960 | Julien Schepens                  | Jef Planckaert                   | Frans De Mulder                  |
| 1961 | Petrus Oellibrandt               | Jan Zagers                       | Alfons Hermans                   |
| 1962 | Leon Vandaele                    | René Vanderveken                 | Seamus Elliott                   |
| 1963 | Norbert Kerckhove                | Piet van Est                     | Peter Post                       |
| 1964 | Gilbert Desmet                   | Carmine Preziosi                 | Theo Nys                         |
| 1965 | Jan Nolmans                      | Joseph Mathy                     | Julien Haelterman                |
| 1966 | Yvo Molenaers                    | Albert Van Vlierberghe           | Jaak De Boever                   |
| 1967 | Jan Harings                      | Norbert Kerckhove                | Paul In ’t Ven                   |
| 1968 | Jos Huysmans                     | Roger Cooreman                   | Roger Rosiers                    |
| 1969 | Wim Schepers                     | Herman Vrijders                  | Remi Van Vreckom                 |
| 1970 | Wilfried David                   | Remi Van Vreckom                 | Romain Pauwels                   |
| 1971 | Eric Leman                       | Ronny Van De Vijver              | Julien Stevens                   |
| 1972 | Christian Callens                | Fernand Bruggeman                | Georges Barras                   |
| 1973 | Willy Abbeloos                   | Guido Van Sweevelt               | Wim Kelleners                    |
| 1974 | José Vanackere                   | Frans Mintjens                   | Paul Lannoo                      |
| 1975 | Jos Gijsemans                    | Dirk Baert                       | Willy Van Malderghem             |
| 1976 | Willem Peeters                   | Ward Janssens                    | Eric Van De Wiele                |
| 1977 | Ludo Peeters                     | Eddy Vanhaerens                  | Frans Verhaegen                  |
| 1978 | Ludo Schurgers                   | Walter Naegels                   | Martin Havik                     |
| 1979 | Ludo Peeters                     | Walter Godefroot                 | Michel Pollentier                |
| 1980 | Lieven Malfait                   | William Tackaert                 | Eric Van De Wiele                |
| 1981 | Walter Planckaert                | Daniel Willems                   | Filip Van De Ghinste             |
| 1982 | Gery Verlinden                   | Patrick Vermeulen                | Marc Dierickx                    |
| 1983 | William Tackaert                 | Allan Peiper                     | Luc Meersman                     |
| 1984 | Patrick Versluys                 | Martin Durant                    | Luc Meersman                     |
| 1985 | Rudy Dhaenens                    | Willy Teirlinck                  | Jozef Lieckens                   |
| 1986 | Rudy Dhaenens                    | Ferdi Van Den Haute              | Herman Frison                    |
| 1987 | Frans Maassen                    | John De Keukelaere               | Edwin Bafcop                     |
| 1988 | Johan Devos                      | Peter Huyghe                     | Patrick Deneu                    |
| 1989 | Eddy Planckaert                  | Carlo Bomans                     | Pascal Elaut                     |
| 1990 | Benjamin Van Itterbeeck          | Adrie van der Poel               | Dirk De Wolf                     |
| 1991 | Wilco Zuyderwijk                 | Antoine Goense                   | Peter Huyghe                     |
| 1992 | Danny Nelissen                   | John Talen                       | Herman Frison                    |
| 1993 | Frank Van Den Abeele             | Wjatscheslaw Jekimow             | Paul Haghedooren                 |
| 1994 | Wilfried Nelissen                | Peter Van Petegem                | Carlo Bomans                     |
| 1995 | Niko Eeckhout                    | Léon van Bon                     | Lars Michaelsen                  |
| 1996 | Johan Museeuw                    | Frank Vandenbroucke              | Wilfried Peeters                 |
| 1997 | Franky De Buyst                  | Stephane Hennebert               | Hans De Clercq                   |
| 1998 | Jo Planckaert                    | Patrick Jonker                   | Maarten den Bakker               |
| 1999 | Johan Museeuw                    | Michel Vanhaecke                 | Léon van Bon                     |
| 2000 | Stefano Zanini                   | Jo Planckaert                    | Michel Vanhaecke                 |
| 2001 | Romāns Vainšteins                | Jo Planckaert                    | Eric De Clercq                   |
| 2002 | Peter Van Petegem                | Johan Museeuw                    | Tom Boonen                       |
| 2003 | Johan Museeuw                    | Marc Streel                      | Paul Van Hyfte                   |
| 2004 | Tom Boonen                       | Gorik Gardeyn                    | Nico Mattan                      |
| 2005 | Geert Omloop                     | Marc Wauters                     | Nico Mattan                      |
| 2006 | Leif Hoste                       | Niko Eeckhout                    | Fränk Schleck                    |
| 2007 | Alessandro Ballan                | Gorik Gardeyn                    | Gianni Meersman                  |
| 2008 | Stijn Devolder                   | Leif Hoste                       | Frederik Willems                 |
| 2009 | Nick Nuyens                      | Steven de Jongh                  | Frederik Willems                 |
| 2010 | Jan Ghyselinck                   | Kurt Hovelijnck                  | Guillaume Van Keirsbulck         |
| 2011 | Davy Commeyne                    | Laurens De Vreese                | Wim De Vocht                     |
| 2012 | Pieter Ghyllebert                | Guillaume Van Keirsbulck         | Frederic Verkinderen             |
| 2013 | Iljo Keisse                      | Frédérique Robert                | Niko Eeckhout                    |
| 2014 | Jasper De Buyst                  | Alexander Krieger                | Jonas Vangenechten               |
| 2015 | Amaury Capiot                    | Gianni Meersman                  | Jelle Cant                       |
| 2016 | Pieter Vanspeybrouck             | Christopher Latham               | Amaury Capiot                    |
| 2017 | Iljo Keisse                      | Huub Duyn                        | Maarten Wijnants                 |
| 2018 | Wouter Wippert                   | Herman Dahl                      | Justin Jules                     |
| 2019 | Niccolò Bonifazio                | Timothy Dupont                   | Tom Van Asbroeck                 |
| 2020 | wegen COVID-19-Pandemie abgesagt | wegen COVID-19-Pandemie abgesagt | wegen COVID-19-Pandemie abgesagt |
| 2021 | wegen COVID-19-Pandemie abgesagt | wegen COVID-19-Pandemie abgesagt | wegen COVID-19-Pandemie abgesagt |
| 2022 | Rory Townsend                    |                                  |                                  |
| 2023 | Warre Vangheluwe                 |                                  |                                  |
| 2024 | Finn Crocket                     |                                  |                                  |